# Château de Sineuil
Le château de Sineuil est un château français implanté sur la commune de Saint-Cernin-de-l'Herm, dans le département de la Dordogne, en région Nouvelle-Aquitaine.
Le château fait l'objet d'une protection au titre des monuments historiques.

## Localisation
Dans le Périgord noir, au sud-est du département de la Dordogne, le château de Sineuil est situé dans le village de Saint-Cernin-de-l'Herm.

## Historique
La perte des archives du château ne permet pas d'en décrire l'histoire. Apporté aux Vassal par mariage avec les La Capelle de Sineuil, il n'est pas impossible que cette dernière famille soit une branche de la famille de Vassal. Jean Secret a pu écrire en 1966 : « le château de Sineuil est aux Vassal depuis des siècles, mais la perte de ses archives ne permet pas de le confirmer ».
La famille de Vassal était une ancienne famille noble chevaleresque originaire du Quercy. La plus ancienne mention de membres de la famille de Vassal date de 990, quand deux frères Vassal font un don à l'abbaye de Beaulieu. De nombreuses branches en sont issues.
Pour la famille de Vassal-Sineuil, le cabinet des titres permet de remonter à Jean de Vassal, seigneur de Rignac, qui épouse en 1414 Jeanne de Saint-Gily. Son descendant, Jean IV de Vassal de Rignac, s'est marié en 1584 au repaire de Gousselandie, paroisse de Fongalop (Belvès) avec Jeanne de La Basque, fille du seigneur de Baste. Dans son testament, il partage ses biens entre ses cinq fils : l'aîné, Rigal, reçoit le château de Lacoste et le fief de Pont de Piche, Pierre a le fief de Caravelle, à François des possessions sur la paroisse de Mazeyrolles, Joseph obtient le fief de las Vaysses, puis le cinquième fils, Marc de Vassal a reçu le petit repaire de la Mothe qui se trouvait à l'ouest de Fongalop, peut-être à Capdrot.
Cadet de famille, Marc de Vassal de la Mothe se marie avec Guillelme Delpech, la fille d'un bourgeois de Villefranche-de-Périgord, Jean Delpech, qui apporte des fiefs que possédaient sa famille à l'est de la Ménaurie. Quand sur instructions du maréchal d'Albret, le lieutenant-général de Sarlat demande en mai 1674 à la noblesse de se réunir à Belvès, Marc de Vassal, alors âgé de 78 ans, répond en disant qu'il est prêt à marcher avec deux valets à cheval.
Son fils unique, Étienne de Vassal, seigneur de Roumégoux à Saint-Cernin, se marie en 1653 avec Béraude de La Capelle de Sineuil, fille de François de La Capelle-Sineuil, petite-fille de Jean de La Capelle-Sineuil et de Béraude de Caors de Carmaing qui s'étaient mariés en 1590. Béraude de La Capelle-Sineuil était veuve de Jean de Gironde, deuxième fils de Brandelin de Gironde, marquis de Montcléra, et mort en 1652, sans postérité. En 1667, veuf de Béraude, dénombre ses biens à Saint-Cernin, Saint-Caprais, Fontenilles, Mazeyrolles, Capdrot, Les Salles. Il habite au château de Bargade. Il se remarie en 1689 avec Françoise de Robert, belle-sœur de Guyon de Vielcastel, seigneur de Cazals. Elle meurt en 1704 à 68 ans. En 1715, Étienne de Vassal fait son testament en faveur de son fils aîné François de Vassal. Ce dernier devient seigneur de Sineuil à la mort de son père. Il s'était marié en 1700 avec une cousine, Jeanne de Vassal de la Capelle de Baste morte à 60 ans, en 1725, à Saint-Cernin. Pour éviter le dispersement de leurs biens, les Vassal se sont souvent mariés entre cousins.
Étienne II de Vassal-Sineuil devient seigneur de Sineuil, Saint-Cernin, Mazeyrolles. Malgré deux mariages, il meurt sans postérité en mars 1759. Ses biens sont partagés entre neuf héritiers. Le château de Sineuil entre dans le patrimoine de Jean de Vassal de Lacoste et de Françoise de Vassal de Bargade, son épouse depuis 1751. Ils se sont installés au château de Sineuil laissant leur ancienne résidence, le château de Bargade, à Françoise de Laborie, veuve de Marc de Vassal, seigneur de Bargade.
Leur fils aîné, Pierre Étienne de Vassal, filleul en 1757 d'Étienne de Vassal, a été seigneur de Sineuil et s'est marié en 1790 avec Marie Charlotte Bibiane de Navarre, fille de messire Pierre de Navarre.

## Description

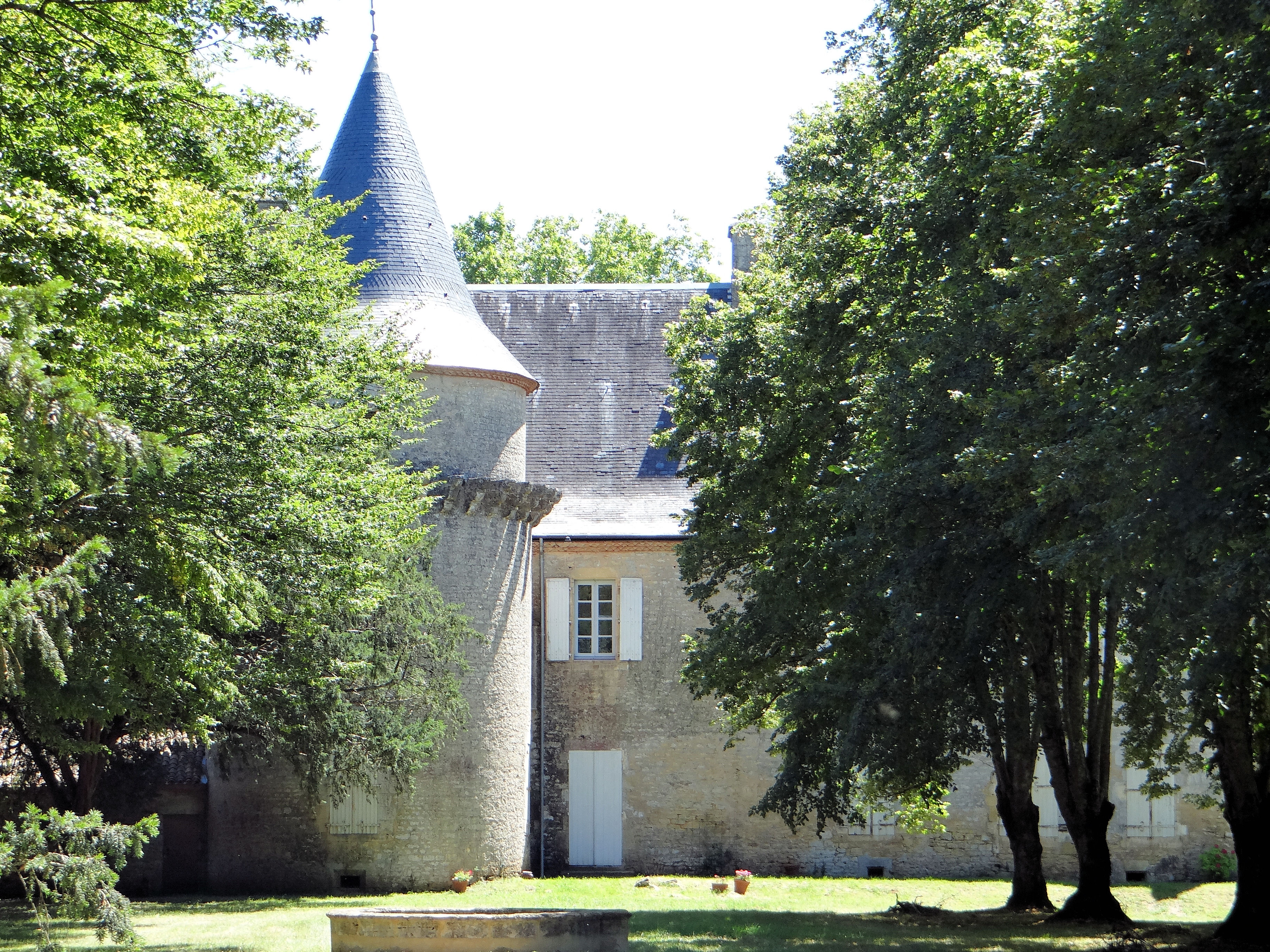
La façade nord du château

Le château a été construit dans la deuxième moitié du XVIe siècle. Le portail de la tour escalier indique 1578. On peut voir des animaux héraldiques supportant un écu martelé.
Le château se compose d'un logis renforcé de deux tours. La tour sud abrite un escalier à vis. Le logis et l'autre tour conservent des pièces voûtées d'ogives quadripartites.
Le château comprend deux ailes encadrant la cour, côté sud. Un troisième ensemble de communs se trouve à l'est du précédent.
Il y avait une église dédiée à saint Barnabé dans le jardin du château. Elle portait la date de 1678. Elle existait encore en 1860. Cette chapelle a peut-être été construite à la demande de l'Église à la suite d'un mariage consanguin. Tombant en ruine, la chapelle a été détruite au XIXe siècle.
Le château a été inscrit au titre des monuments historiques le 14 novembre 2006.